# Eurycoma apiculata
Eurycoma apiculata là một loài thực vật có hoa trong họ Thanh thất. Loài này được A.W.Benn. mô tả khoa học đầu tiên năm 1875.